# Darwin Yang
Darwin Yang (ur. 4 grudnia 1996) – amerykański szachista, arcymistrz od 2016 roku.

## Kariera szachowa
W 2008 roku zajął trzecie miejsce w mistrzostwach świata juniorów w szachach do lat 12. W maju 2014 roku zdobył mistrzostwo stanu Teksas.
Najwyższy ranking w dotychczasowej karierze osiągnął 1 lipca 2012 roku, z wynikiem 2498 punktów.